# Estrella Flores-Carretero
Estrella Flores-Carretero (Aceuchal, provincia de Badajoz, 28 de diciembre de 1962) es escritora, psicóloga, profesora y empresaria. Tiene tres novelas publicadas: Duele la noche, Piel de agua y Días de sal. Es presidenta del Instituto Europeo de Inteligencias Eficientes (IEIE), con sedes en España y Estados Unidos, y del Grupo Educativo Montaigne.
Escribe una columna semanal para publicaciones de Estados Unidos, América Latina y España, entre ellas: Vocero (Puerto Rico), El Nuevo Herald (Florida), La Opinión (Los Ángeles), El Diario (Nueva York) y El Economista (España y México).